# محمد جمال (بازیکن فوتبال، زاده ۱۹۸۹)
محمد جمال (انگلیسی: Mohammed Jamal؛ زادهٔ ۲۲ ژوئیهٔ ۱۹۸۹) بازیکن فوتبال اهل امارات متحده عربی است.
از باشگاه‌هایی که در آن بازی کرده‌است می‌توان به باشگاه فوتبال الوصل امارات و باشگاه فوتبال حتی امارات اشاره کرد.
وی همچنین در تیم ملی فوتبال امارات متحده عربی بازی کرده‌است.